# Lac Quartz
Pour les articles homonymes, voir Quartz et Quartz Lake.
Le lac Quartz (en anglais : Quartz Lake) est un lac américain dans le comté de Flathead, au Montana. Il est situé à 1 347 mètres d'altitude au sein du parc national de Glacier.